# Pandag
Pandag est une localité de la province de Maguindanao, aux Philippines. En 2015, elle compte 25 057 habitants.